# بابا عمرو
بابا عمرو أو باب عمرو يفترض أن يكون هو الباب الثامن لمدينة حمص، ويتميز عن باقي الأبواب السبعة لحمص بوجود بابين ولهذا سمي الحي (بابا عمرو) نسبة للصحابي الجليل عمرو بن عبسة السلمي الذي توفي في حمص في الشام وقيل في النسبة أقوال أخرى نسبة إلى الصحابي عمرو بن معديكرب الزبيدي المذحجي وقيل الصحابي عمرو بن أمية الضمري الكناني. وهو أيضاً حي من أحيائها حيث يقع في الجهة الغربية الجنوبية للمدينة.
قرب المسجد القديم تمتد مقبرة بابا عمرو القديمة والتي قد توقف الدفن فيها منذ أكثر من عشر سنوات. معظم أبنية الحي هي أبنية شعبية إلا في المناطق الجديدة منه، فقد توسع المد العمراني حيث أن الدولة سمحت بتراخيص للأهالي الراغبين بالأبنية الجديدة، يشتهر الحي بسوق خضاره الكبير والرخيص، وكذلك محلات الألبسة والأحذية، يعتبر بابا عمرو منطقة مثالية للسكن الشعبي والقريب من الجامعة والمداخل الرئيسية لحمص، وهو على طريق مهم جداً وسياحي حيث يقسمه طريق بابا عمرو الذي يمتد إلى جوبر ومنها إلى بحيرة قطينة، يمتد الحي حتى الغرب إلى العاصي وتفصل قناة الري الفرنسية بين البساتين والفلل في بابا عمرو والسكن المدني من نقاط العلام في تل بابا عمرو الروماني والذي لا يزال التل مهجوراً مثله مثل التلال الرومانية بالرغم من غناه بالآثار والحفريات التي تدل على ذلك.
شارك أهالي بابا عمرو بالثورة السورية ضد النظام السوري الحالي والتي بدأت بتاريخ 15 مارس 2011. وقد عانى أهالي بابا عمرو من هجمات شرسة باستخدام كافة الأسلحة الثقيلة من دبابات ومدافع وطائرات حربية والأسلحة المتوسطة كمضادات الطيران وذلك في قصف عشوائي استهدف مدينة حمص وبالتحديد منطقة بابا عمرو من قبل قوات النظام السوري بعد أن قام الجيش السوري الحر بالسيطرة عليه وجراء الاشتباكات أدى إلى نزوح الكثير من سكانها وانهزام الجيش السوري الحر من بابا عمرو ودخل الجيش العربي السوري على أنقاض ما سببه من دمارٍ كاملٍ للحي.